# Carlos Ramón Fort y Pazos
Carlos Ramón Fort y Pazos (La Corunya, 24 de novembre de 1807 – Madrid, 9 d'abril de 1878) va ser un escriptor i historiador gallec, membre de la Reial Acadèmia de la Història.

## Biografia
Va néixer el 24 de novembre de 1807 en La Corunya.
Doctor en tots dos drets i catedràtic de Disciplina eclesiàstica, va ser rector de la Universitat de Vitòria i del Col·legi de Fonseca i professor a les Universitats de Barcelona, Madrid i Salamanca. Individu de nombre i Bibliotecari de la Reial Acadèmia de la Història, va investigar la Història de l'Església a Espanya i va escriure monografies sobre el Concordat de 1851 i els convenis entre els monarques espanyols i la Santa Seu. Va continuar l'España Sagrada del pare Enrique Flórez en el seu tom LI, "De los obispos españoles titulares de iglesias in partibus infidelium o auxiliares en las de España".
Va morir el 9 d'abril de 1878 a Madrid.

## Obres
- Discursos leídos en sesión pública celebrada por la Real Academia de la Historia el 28 de junio de 1857.
- Discurso sobre el estado de los estudios históricos en España durante el reinado de Carlos II, leído en la junta pública que en 1º de julio de 1860 celebró la Real Academia de la Historia.
- De los obispos españoles titulares de iglesias in partibus infidelium ó auxilares en las de España, 1879 pòstuma.
- El concordato de 1851 comentado y seguido de un resumen.
- Cartas de San Ignacio de Loyola.